# Santana do Cariri
Santana do Cariri es un municipio del estado de Ceará, Brasil. Se ubica en la Región Inmediata e Intermedia de Juazeiro do Norte, así como en la Región Metropolitana de Cariri. El municipio tiene 807 km², se estima que en 2020 su población alcanzó los 17.712 habitantes según el IBGE. Tiene el título de "Capital Cearense da Paleontologia".

## Historia
Originalmente se llamó Brejo Grande, lugar habitado por la tribu nativa de guerreros llamados Buxixés, Tapuias que dominaban, además de Araripe, las tierras vecinas de Pernambuco. Sus orígenes se remontan a finales del siglo XVII, cuando los hermanos João Alves Feitosa y José Cavalcante, de Casa da Torre (Bahía), solicitaron y obtuvieron terrenos a orillas del arroyo Brejo Grande.
En vista de las condiciones geológicamente favorables, no solo en relación con la ganadería, sino especialmente a la agricultura, se produjo un rápido desarrollo del baluarte, atrayendo nuevos pobladores a la región, con la afluencia de pobladores, se erigió una capilla bajo la advocación de Senhora Santana, en la misma ubicación actual de Matrix. De esta convergencia pionera nacería el campamento y el asentamiento adyacente, formando una etapa de rápida floración.
La elevación de la aldea a la categoría de Villa se produjo según la Ley provincial N ° 2096, de 26 de noviembre de 1885. La elevación a la categoría de municipio se produjo el 20 de diciembre de 1938, todavía bajo el nombre de Santonópole, en forma de Decreto Ley. n.º 448. Actualmente cuenta con seis distritos: Santana do Cariri (Sede) Dom Leme (1987), Brejo Grande (1912), Anjinhos (1963), Araporanga (1938) y Pontal da Santana Cruz (1990) y dos barrios: Santana do Cariri (sede) e Inhumas (se convierte en barrio en 2014 por ley municipal n.º 737).

## Toponimia
Santana do Cariri también se ha llamado Brejo Grande, Santana do Araripe, Santana do Cariry, Santanópole y finalmente volvió a la denominación tradicional el 22 de noviembre de 1951, llamada Santana do Cariri.

## Geografía
Vegetación 
La vegetación del municipio comprende desde el bosque sub caducifolia tropical xeromorfo, Carrasco, bosque sub caducifolia tropical lluvioso hasta bosque sub caducifolia pluvium-nebulosa tropical. 
Clima 
El clima varía de tropical semiárido templado cálido a tropical cálido húmedo.  Su período lluvioso generalmente ocurre entre enero y mayo.
Cultura
El municipio tiene como símbolo religioso a Señora Santa Ana, así como a la joven Benigna Cardoso da Silva, más conocida como la heroína de la castidad. Alberga 19 escuelas municipales públicas, 2 (dos) escuelas privadas y 1 escuela pública.
El municipio cuenta con un sitio arqueológico (arte rupestre brasileño) de interés histórico y turístico. Santana do Cariri también destaca por la comercialización de productos elaborados artesanalmente en la Asociación Santanense de Apoyo a los Artesanos. Los turistas pueden comprar artesanías típicas hechas de encajes, bordados, cuero, cerámica y pintura. En gastronomía destacan el pollo con cabidela y el baião-de-dois con pequi.
Destaca por tener un vasto sitio paleontológico, donde ya se han descubierto varias especies de animales extintos. Alberga el Museo de Paleontología de la Universidad Regional de Cariri ,  la Casarão Cultural Felinto da Cruz Neves y Generosa Amélia da Cruz 1.ª mujer alcaldesa de Santana, 1.ª de Ceará y 2.ª de Brasil. Iglesia Matriz de señora santa ana "Centenario y de estilo neoclásico, Pontal da Santa Cruz 750m sobre el nivel del mar con mirador y restaurante en Chapada do Araripe.

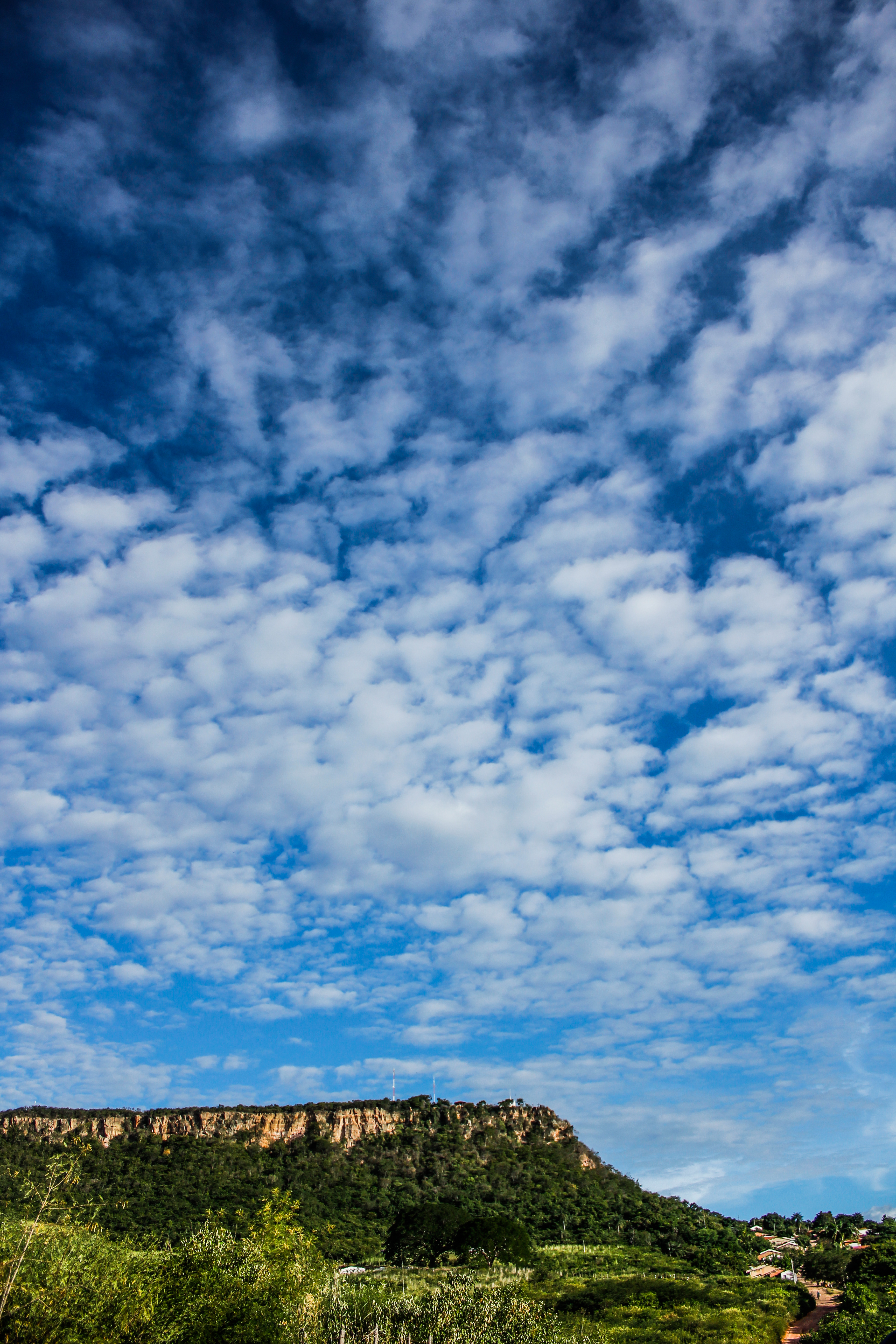
Chapada do Araripe, Santana do Cariri - Ceará - Brasil

## Edificios y monumentos
- Museo de Paleontología Santana do Cariri

- Museo de Paleontología de la Universidad Regional de Cariri

- Iglesia Matriz de Nossa Senhora Santana

- Casa del Coronel Felinto Cruz (Museo Histórico)
- Crucero Pontal

## Calendario de eventos cívicos y populares
- 16 al 26 de julio: Fiesta de Nuestra señora de Santana. Son diez días de celebraciones religiosas y populares, que comienza con la procesión folclórico-cultural, miles de devotos que llevan la Bandera de Inhumas a la sede de Nuestra señora de Santana, acompañados de grupos folclóricos y una banda de música, en una manifestación sagrada.
- Continuando en los días siguientes, la novena en alabanza a Santa Ana.
- En el malecón se realizan fiestas populares con la presentación de bandas, artistas populares, conciertos, exposiciones, baños, subastas, bingos; en las carpas: comidas y bebidas típicas y artesanías. La clausura se realiza con la gran procesión del patrón con la participación de miles de fieles.
- Junio: Fiesta de Pandillas y Gran Vaquejada de Santana do Cariri. Bendición masiva de los sombreros, desfile y elección de la reina, durante los tres días de disputa entre varias parejas de vaqueros en el derrocamiento de bueyes. Fiestas de baile que marcan la gran presencia del público.
- 21 al 25 de noviembre: Semana municipal. Semana festiva, en la que se celebra el aniversario del municipio, donde se realizan actividades artísticas y culturales con la participación de la comunidad urbana y rural: competiciones deportivas, conciertos con artistas populares, festivales de talentos, presentaciones culturales, fiestas de baile, retiros, espectáculos turísticos y artesanías, espectáculo pirotécnico.